# Trognée
Trognée (en wallon Trougnêye, en néerlandais Truielingen) est une section de la ville belge d'Hannut, située en Région wallonne dans la province de Liège. C'était une commune à part entière avant la fusion des communes de 1977, lors de cette fusion le hameau de Villereau, une exclave faisant partie de Trognée fut transferé à la commune de Géer (section de Boëlhe).

## Démographie
- Sources:INS, Rem:1831 jusqu'en 1970=recensements, 1976= nombre d'habitants au 31 décembre

## Patrimoine et culture

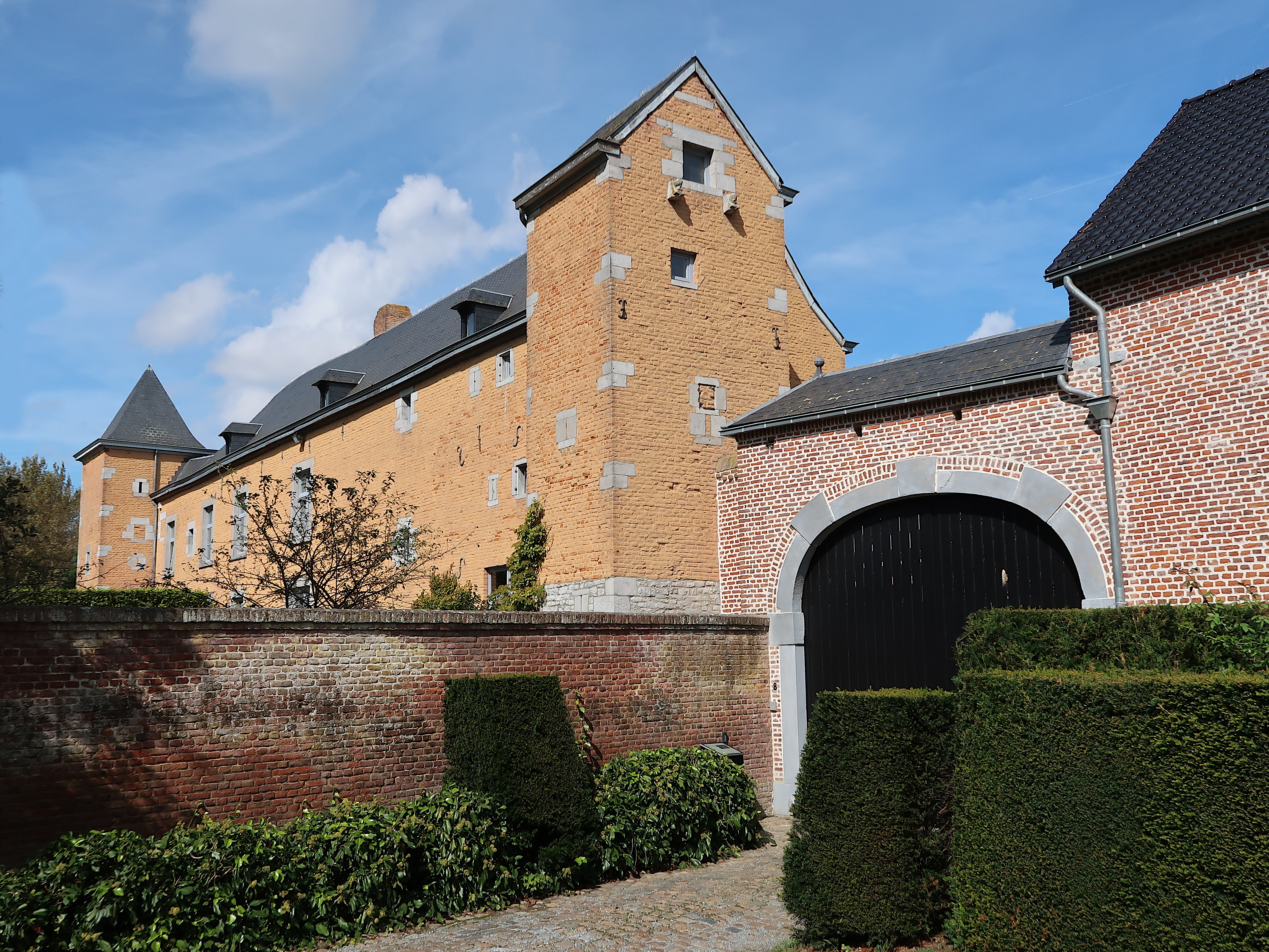
Château-ferme de Trognée.
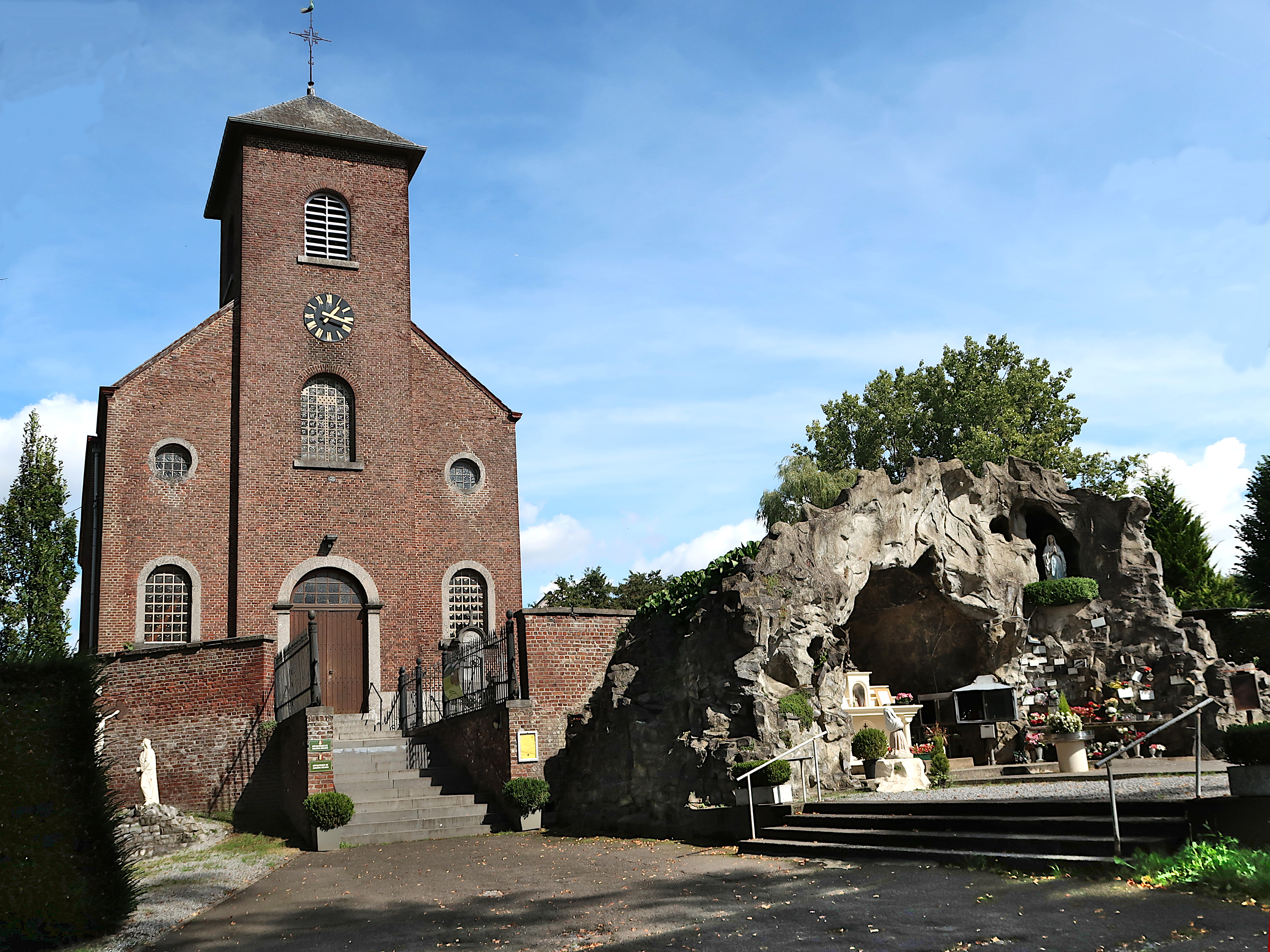
Eglise Saint-Trudon et Grotte de Lourdes.

## Sports et vie associative